# Kadaka (Varbla)
Pour les articles homonymes, voir Kadaka.
Kadaka est un village d'Estonie appartenant à la commune de Lääneranna, situé dans le comté de Pärnu sur la côte du golfe de Riga à 700 m de l'île Kuralaid.
Au 31 décembre 2011, la population s'élevait à 7 habitants. Avant la réforme administrative de 2017, il faisait partie de la commune de Varbla.